# Naturální mzda
Naturální mzda je odměna zaměstnanci poskytnutá zaměstnavatelem za odvedenou práci, která není vyplacena ve formě peněžitého plnění (jako běžná mzda, resp. plat), ale jinou formou (poskytnutím výrobků či služeb).

## Právní úprava v Česku
Možnosti výplaty naturální mzdy v Česku definuje § 119 zákoníku práce. Ten na ochranu zaměstnance, aby mu ze strany zaměstnavatele nemohla být vnucována výhradně naturální mzda, které by nesloužila k uspokojování jeho potřeb, stanoví omezující podmínky.
Zaměstnanec musí s vyplácením naturální mzdy souhlasit a zaměstnavatel se s ním musí na podmínkách poskytnutí dohodnout, přičemž naturální mzda může být zaměstnanci poskytnuta pouze v rozsahu, který je přiměřený jeho potřebám. V naturáliích také nemůže být poskytnuta celá mzda; zaměstnavatel je povinen vyplatit zaměstnanci v penězích alespoň mzdu ve výši minimální mzdy, resp. nejnižší úrovně zaručené mzdy podle zařazení do skupiny prací.
Jako naturální mzda mohou být poskytovány výrobky, výkony, práce nebo služby, ale nesmí se jednat o lihoviny, tabákové výrobky či jiné návykové látky.
Plnění, které je poskytováno zaměstnanci jako naturální mzda, může být oceňováno nejvýše v cenách pro dané výrobky či služby obvyklých. Výše naturální mzdy, která se vyjadřuje v penězích, se pro účely výpočtu daňové povinnosti a odvodů zahrnuje do hrubé mzdy. Za účelem konkrétního oceňování plnění v rámci naturální mzdy odkazuje zákoník práce na zákon č. 526/1990 Sb., o cenách, ve znění pozdějších předpisů a na zákon č. 151/1997 Sb., o oceňování majetku, ve znění pozdějších předpisů.